# Thomas Wörle
Thomas Wörle (Krumbach, 11 febbraio 1982) è un allenatore di calcio ed ex calciatore tedesco, di ruolo centrocampista.

## Carriera

### Allenatore
Il 15 maggio 2010 diventa l'allenatore del Bayern Monaco femminile, sostituendo nel ruolo il padre Günther. Con le bavaresi vince la prima Coppa di Germania della storia del club e due campionati consecutivi, lasciando la squadra nel 2019.
Il 28 giugno 2021 diventa il tecnico dell'Ulma, con cui firma un biennale. L'8 giugno 2023, dopo aver conquistato la promozione in 3. Liga, rinnova fino al 2025. Dopo aver vinto il campionato di terza serie, ottenendo così la seconda promozione consecutiva, il 15 novembre 2024 prolunga con i bianconeri fino al 2027.

## Palmarès

### Allenatore

#### Competizioni nazionali
- Campionato tedesco: 2

Bayern Monaco: 2014-2015, 2015-2016
- Fußball-Regionalliga: 1

Ulma: 2022-2023 (Sudovest)
- 3. Liga: 1

Ulma: 2023-2024
- Coppa di Germania: 1

Bayern Monaco: 2011-2012